# Bougatsa
La bougatsa (griego Μπουγάτσα; búlgaro: banitsa; árabe: bugacho) es un pastel típico de las cocinas griega, búlgara y siria. Está compuesto por capas de pasta filo rellenas con crema pastelera, queso o carne picada.
Es un plato originario de Oriente medio, cuyo consumo se extendió en el sureste de Europa y norte de África durante la expansión del Imperio Otomano. Está emparentado con el turco poğaça (del que deriva su nombre)  y, al igual que éste, se rellenaba en un comienzo con queso. Con el tiempo, pasó a ser más común el relleno de crema pastelera.
Se cree que la variante griega, que lleva pasta filo en vez de pan, se desarrolló entre los sefardíes de Tesalónica. En Siria se hace una versión salada, que se consume durante el Shavuot.